# حصار كردها
حصار كردها (بالفارسية: حصار کردها) هي قرية تقع في قسم روئين الريفي (مقاطعة إسفراين) في إيران. يقدر عدد سكانها بـ 157 نسمة .